# Citizen Cup 1993 - Doppio
Il doppio del torneo di tennis Citizen Cup 1993, facente parte del WTA Tour 1993, ha avuto come vincitrici Steffi Graf e Rennae Stubbs che hanno battuto in finale Larisa Neiland e Jana Novotná con il punteggio di 6–4, 7–6(5).

## Teste di serie
1. Assente
2. Steffi Graf /  Rennae Stubbs (campionesse)

1. Arantxa Sánchez /  Patricia Tarabini (quarti di finale)
2. Evgenija Manjukova /  Leila Meskhi (primo turno)

## Tabellone

### Legenda
| - Q = Qualificato - WC = Wild card - LL = Lucky loser | - ALT = Alternate - SE = Special Exempt - PR = Protected Ranking | - w/o = Walkover - r = Ritirato - d = Squalificato |